# Ölandsdräkten

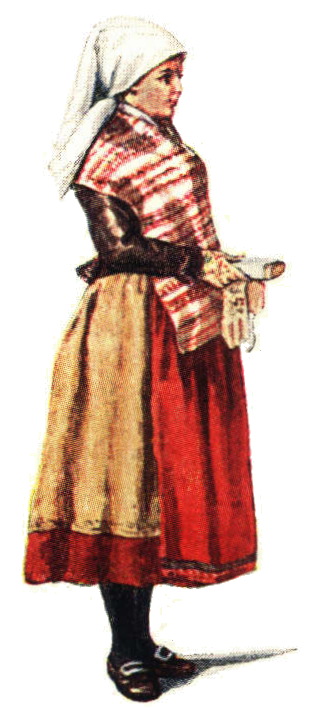
Ölandsdräkten för norra Öland enligt Nordisk Familjebok

Ölandsdräkten består av två folkdräkter från Öland, en kvinnodräkt och en mansdräkt. 

## Kvinnodräkten

### Dräkt från 1903
Ölands kvinnodräkt är en dokumenterad dräkt som återupptogs i bruk 1903 dåvarande drottning Viktoria ville ha en sådan när hon vistades på Öland. Drottningens dräkt var något anpassad efter tidens mode med slät kjol och bälte i stället för förkläde. Dräkten omarbetades 1975 och finns i olika varianter. Ytterplagget består av en tröja. Ölandsdräkten bärs av Drottning Silvia och Kronprinsessan Victoria varje Victoriadag. 
Dräkten har en kjol av sämskskinn eller sämskskinnsfärgat ylletyg med en bred rödbrun vadmalslist i nederkanten. Överdelen till dräkten är i linne eller bomull och har hellånga eller 3/4-långa ärmar. Överdelen är dekorerad med plattsömsbroderier och veck på överärmen. Livstycket är av brokad eller blå, röd, brun eller grön damast med utsmyckning av siden samt tränsade hål med snörning. Det finns även ett randigt livstycke av halvylle. Förklädet är gjort av rött tunt halvylle. Det är smyckat med blå band och broderier i nederkant, men kan också vara av brun och lila bomull. Till dräkten bärs mörkblå strumpor.

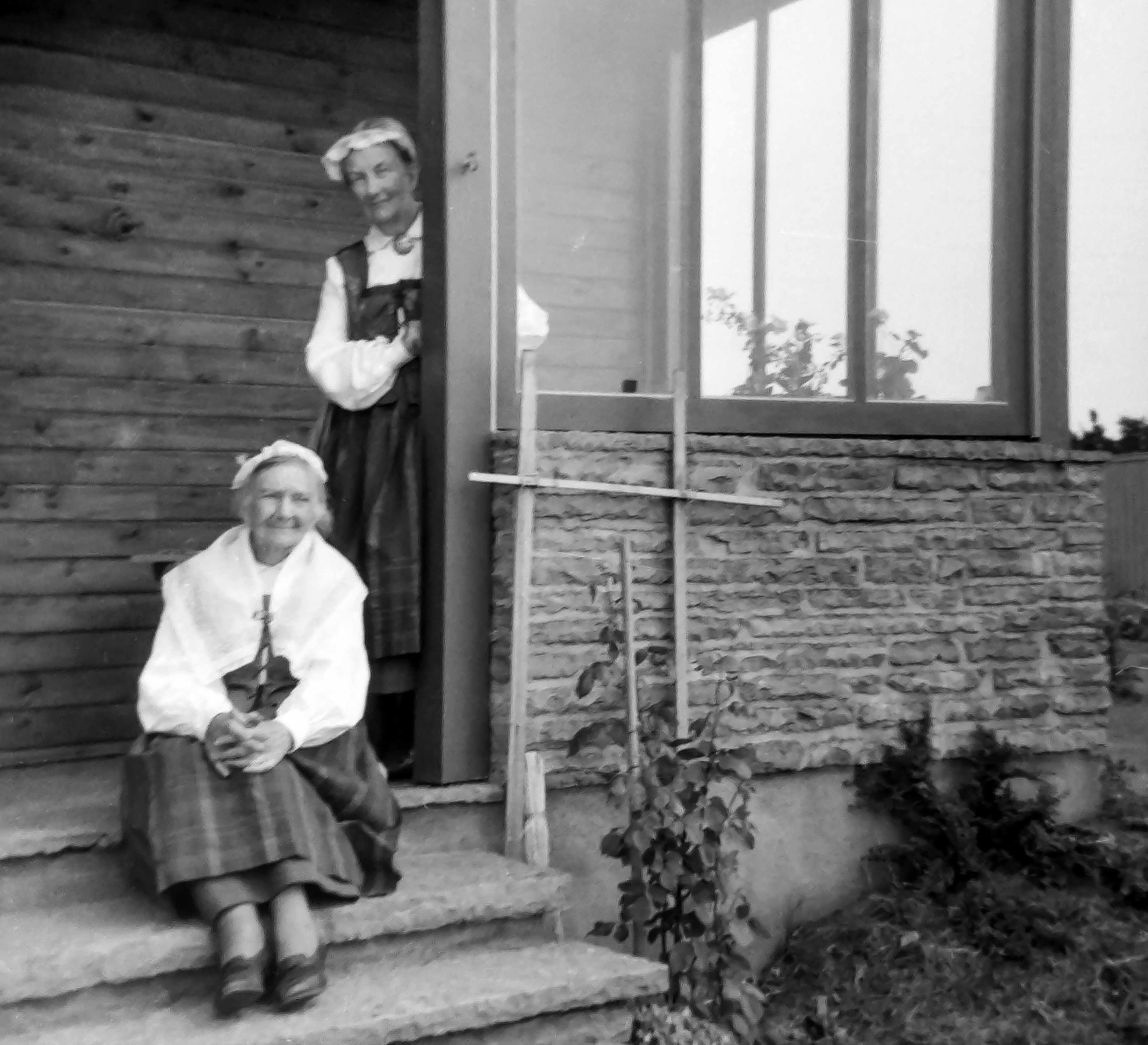
Två kvinnor som bär Ölandsdräkten i Resmo 1966

1970 rekonstruerades en tröja av svart damast med breda svarta band i damast eller siden prydd med broderier efter förlaga på Nordiska museet.
Det finns ett halskläde till dräkten sedan 1980-talet. Det består av linne med silkebroderier och knypplad spets enligt 1700-talsbruk. Halskläde har använts i liten utsträckning på Öland. Originalet finns på Nordiska museet.
Till dräkten binder unga flickor upp håret med band, eller använder en mjuk linnehätta med spets enligt 1700-talsmodell. Gifta kvinnor bär vit huvudduk med tambursömsbroderier över en kantig stomme.
Ett hjärtformat förgyllt silversmycke med fem kläppar hör till dräkten, historiskt bars detta av förlovade eller gifta kvinnor.

### Dräkt från år 1703
År 1703 bars en likadan dräkt över hela ön. Ett undantag var ett på Ölandska kallat handkläde: ett flerfärgat tunt skynke som i synnerhet bars av yngre kvinnor för att hölja sina axlar. Det var så flickor gjorde i städerna, men kallades axleskiärp på stadsmål. Gifta kvinnor bar halssmycken av silver, med över bröstet långt nedhängande kedjor samt kappar med styva utstående kragar. "Allestädes" gick flickor barhuvade, med hårflätor prydda med flerfärgande band.

## Mansdräkten

### Dräkt från år 1703

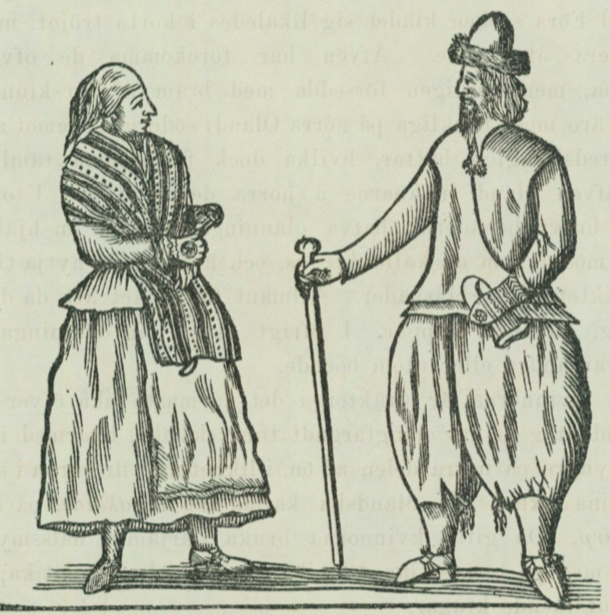
Ölandsdräkt från 1703 efter Nicaolaus gradualdissertation.

År 1703 beskrev Nicolaus Wallinus en klädedräkt från Öland i sin gradualavhandling "De OElandia dissertatio gradualis". i Uppsala under professor P. Elvii. Nicolaus beskriver Ölänningar som att ha ett säreget sätt att klä sig som skiljer sig mycket mellan män och kvinnor samt mellan olika trakter på ön.
Gemensamt för mansdräkten:
- byxor - män klädde sig i flera svarta vidbyxor
- tröja - män klädde sig i flera gröna och mörkblå något korta jackor. Denna kunde skäras på olika sätt och var det plagg som befolkning från olika trakter lättast kunde kännas igen och särskiljas
  - södra Öland (ftom Högrums socken resp Gärdslösa) bars en lång tröja med utstående sidor. I angränsande trakter (till och med Pärsnäs socken) var den något kortare och veckad nästan till axlarna
  - norra Öland (from Föra socken) klädde sig liksom Pärsnäs socken i korta tröjor, men dessa var mer åtsittande
- långrock - förekom sällan.
- överrock - är skurna på ett egendomligt sätt. Vita bars på norra Öland, medan svarta bars på södra Öland
- huvudbonad
  - kring Pärsnäs socken brukades en mössa av "ungefär samma form som polackarnes". De var något spetsida med rävskinnsbräm som gav dess namn "räfskinnsmyssor". I norr ftom Föra socken bars även här sådana mössor, men de var istället av fårskinn. Sådana mössor var vanligare på norra Öland.
  - bredskyggiga hattar - i södra Öland användes mest dessa hattar, men förekom även allmänt hos från norra Öland.
  - karpus - en hjälmformig vacker mössa som användes som skydd för ansiktet vid blåst.
- vantar - stora ullvantar brukades kring Pärsnäs socken som användes året runt, även under varma sommardagar
- käpp var i allmänt bruk när bybor vandrade omkring

De korta ärmarna och vida byxorna påminner om den modedräkt som bars av herrskapsfolk vid 1600-talets början, " och som allmänt nyttjades av mening man under Gustaf II Adolfs deltagande i 30-åriga kriget". En motsvarighet till den Öländska dräkten från år 1703 användes ännu på 1850-talet av män på Runö vid Estlands kust (se Runödräkt).

### Dräkt från 1920-talet
Ölands mansdräkt är en rekonstruerad dräkt som återupptogs i bruk på 1920-talet. Den finns i olika varianter. Ytterplagget består av skinntröja och rock.
Dräkten består av
- byxor i sämskskinn eller mollskinn med smal lucka.
- skjortan är av linne och ovanpå bärs en
- väst av randigt halvylletyg i rost, senapsgult, grönt, vitt och svart. Västen har ståkrage, mässingsknappar och stolpfickor. Ryggen är av grovt linne.
- ullstrumpor, färgglada strumpeband och svarta skor.[2]